# 문희성 (스키 선수)
문희성(2006년 9월 15일~)은 대한민국의 프리스타일 스키 선수로 주 종목은 하프파이프이다.

## 경력
가평군 설악면 출신으로 스키 학교를 운영한 아버지 문춘식의 영향으로 형인 문선우와 함께 프리스타일 스키 훈련을 받았다.
2022년 스위스 레쟁에서 열린 2022년 세계 주니어 선수권 대회에 참가하여 하프파이프 19위를 기록했다. 이듬해인 2023년 12월 베이징에서 열린 월드컵에 참가하여 프리스타일 스키 월드컵에 데뷔했다.
2024년 1월 대한민국 횡성에서 열린 2024년 동계 청소년 올림픽 프리스타일 하프파이프 종목에서 10위를 기록했다. 이후 2025년 2월에는 하얼빈에서 열린 2025년 동계 아시안 게임에 참가했고 하프파이프 경기에서 대표팀 동료인 이승훈과 중국의 성하이펑의 뒤를 이어 동메달을 획득했다.